# Занепад (манґа)
«Занепад» (яп. 零落, Reiraku) — манґа, написана та проілюстрована Ініо Асано. Виходила в журналі Big Comic Superior від видавництва Shogakukan з березня по липень 2017 року, а її глави були зібрані в одному томі. Прем'єра адаптації у вигляді ігрового фільму відбулася у березні 2023 року. У травні 2025 видавництво Наша ідея анонсували вихід українського видання.

## Сюжет
У центрі сюжету — Каору Фукадзава, письменник і художник манґи, який щойно завершив свій успішний серіал «Прощавай, заходе сонця». Після цього його життя починає розвалюватися. У нього закінчилися ідеї, він розлучається з дружиною, в нього зав'язується незвична дружба з ескортницею, він починає відчувати себе відірваним від манґа-індустрії, бачить у читачах споживачів сміття і вважає, що єдине, що важливо — це заробляти гроші.

## Медіа

### Манґа
Написана та проілюстрована Ініо Асано, Reiraku випускався в журналі Big Comic Superior видавництва Shogakukan з 10 березня по 28 липня 2017 року. Shogakukan зібрав його розділи в одному томі, випущеному 30 жовтня 2017 року. 1 травня 2025 року видавництво Наша ідея анонсувало вихід українського перекладу манґи.
| № | Дата виходу    | ISBN                   |
| - | -------------- | ---------------------- |
| 1 | 30 жовтня 2017 | ISBN 978-4-09-189745-9 |

### Ігровий фільм
У жовтні 2022 року було оголошено, що манґа отримає адаптацію у вигляді ігрового фільму. Його прем'єра відбулася в Японії 17 березня 2023 року. Його режисером став Наото Такенака, у головних ролях Такумі Сайто в ролі Каору Фукадзави, Шурі в ролі Чіфую і Мегумі в ролі Нодзомі Мачіди.

## Сприйняття
Манґа дебютувала на 27 місці в тижневому чарті продажу манґи Oricon з 27 953 проданими копіями. Серіал посів дванадцяте місце в рейтингу «Найкраща манґа 2018 Kono Manga wo Yome!» журналу Freestyle.

## Подальше читання
- Silverman, Rebecca (22 січня 2020). Downfall GN - Review. Anime News Network.